# Zvonovina

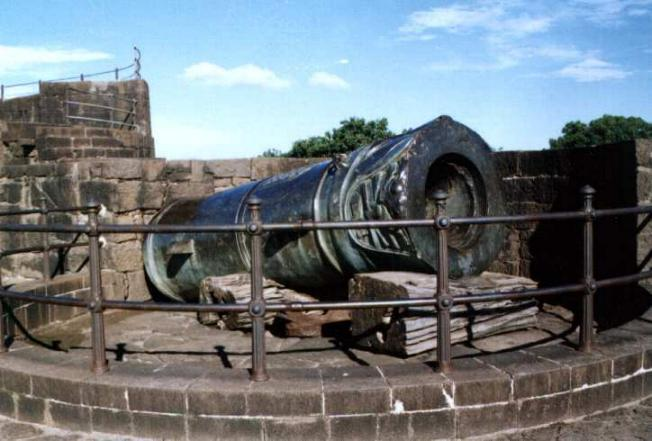
Dělo odlité ze zvonoviny (Indie)

Zvonovina je pružný, velmi tvrdý bronz pískové až stříbrolesklé barvy. Je to slitina 78 % mědi a 22 % cínu s nevýraznými odchylkami, nepřesahujícími 2 %.

## Poměr kovů
Přesný poměr mědi a cínu závisí jednak na tradici každé konkrétní zvonárny a jednak na účelu zvonu, neboť čím je vyšší obsah cínu, tím je zvonovina tvrdší a křehčí, pokud by obsah cínu dosáhl 25 %, mělo by to negativní vliv na délku hlasu zvonu. Poměr obou kovů prošel v minulosti dlouhým vývojem, původně měly zvony obsah cínu nižší, ale už ve 12. století se ustálil výše uvedený poměr, neboť se ukázal jako nejvhodnější.

## Další příměsi
Jiné příměsi, jako například olovo, zinek či vzácné kovy (zlato, stříbro), se do zvonoviny cíleně nepřidávají, protože kvalitu slitiny jedině zhoršují.
Pokud se při chemické analýze zvonového kovu zjistí nějaké jiné příměsi, může to být z následujících příčin:

### Nedostatečná čistota kovu
Staré technologie neumožňovaly získat dostatečně čistý bronz, zbavený všech nežádoucích příměsí, jimiž bývají např. síra, železo, olovo, zinek aj.

### Experimentování zvonařů
Zvonaři v minulosti někdy zkoušeli vylepšit technologický postup a přimíchávali do zvonoviny různé příměsi, aby zjistili, jak se to bude projevovat. Takto bylo zjištěno, že pravděpodobně jediný prvek, který je možno do zvonoviny přimíchat, aniž by to bylo na škodu, je antimon, který se ve slitině asi do 2 % obsahu chová víceméně netečně, někdy se uvádí, že dodá hlasu zvonů na mohutnosti.

### Padělání zvonoviny
Někdy mohlo docházet také k tomu, že zvonař přimíchal do zvonoviny nějaký laciný kov, např. olovo a tím uspořil část zvonového bronzu pro sebe. Pokud jde o vzácné kovy, na kvalitu hlasu zvonu mají negativní vliv. Pokud nějaký zvonař požadoval zlato nebo stříbro jako příměsi, lze předpokládat, že tyto kovy zpronevěřil. Důkazem, že k takovým věcem mohlo docházet, může být fakt, že přítomnost vzácných kovů ve zvonovině je zmiňována nejen v četných pověstech o zvonech, ale dokonce i ve starší odborné literatuře. Naproti tomu chemické analýzy historických zvonů, které probíhaly namátkově v 60. letech 20. století, neprokázaly žádné stopy vzácných kovů, přesahující 0,01 %. Dnes už by k podvodům zvonařů docházet nemělo, protože každý zvon by měl projít přísnou kolaudací pod záštitou mezinárodního svazu zvonařů, ustaveného v roce 1947.

## Získávání zvonoviny
V 15. století zvonovina stála asi 4 kopy míšeňských grošů za libru (tj. asi 0,5 kg). Měď se získávala zpravidla z dolů v Kutné Hoře, pokud jí byl nedostatek, pak se kupovala měď uherská. Cínová naleziště byla v Krušných horách, ovšem za nejkvalitnější cín byl považován anglický.
Cena kvalitní zvonoviny dnes činí asi 300 Kč za kilogram, cena zvonu je ovšem proměnlivá – v závislosti na množství a složitosti reliéfů, momentální dostupnosti surovin k výrobě a dalších faktorech.